# Phorbas paupertas
Phorbas paupertas är en svampdjursart som beskrevs av sensu Boury-Esnault 1971. Phorbas paupertas ingår i släktet Phorbas och familjen Hymedesmiidae. Inga underarter finns listade i Catalogue of Life.